# Protocerion
Protocerion is een geslacht van uitgestorven weekdieren uit de klasse van de Gastropoda (slakken).

## Soort
- Protocerion acherontis (Roth & Hartman, 1998) †